# Recherche généalogique en Bretagne
 (juillet 2024).
Si vous disposez d'ouvrages ou d'articles de référence ou si vous connaissez des sites web de qualité traitant du thème abordé ici, merci de compléter l'article en donnant les références utiles à sa vérifiabilité et en les liant à la section « Notes et références ».
La recherche généalogique en Bretagne présente des particularités propres à cette région.

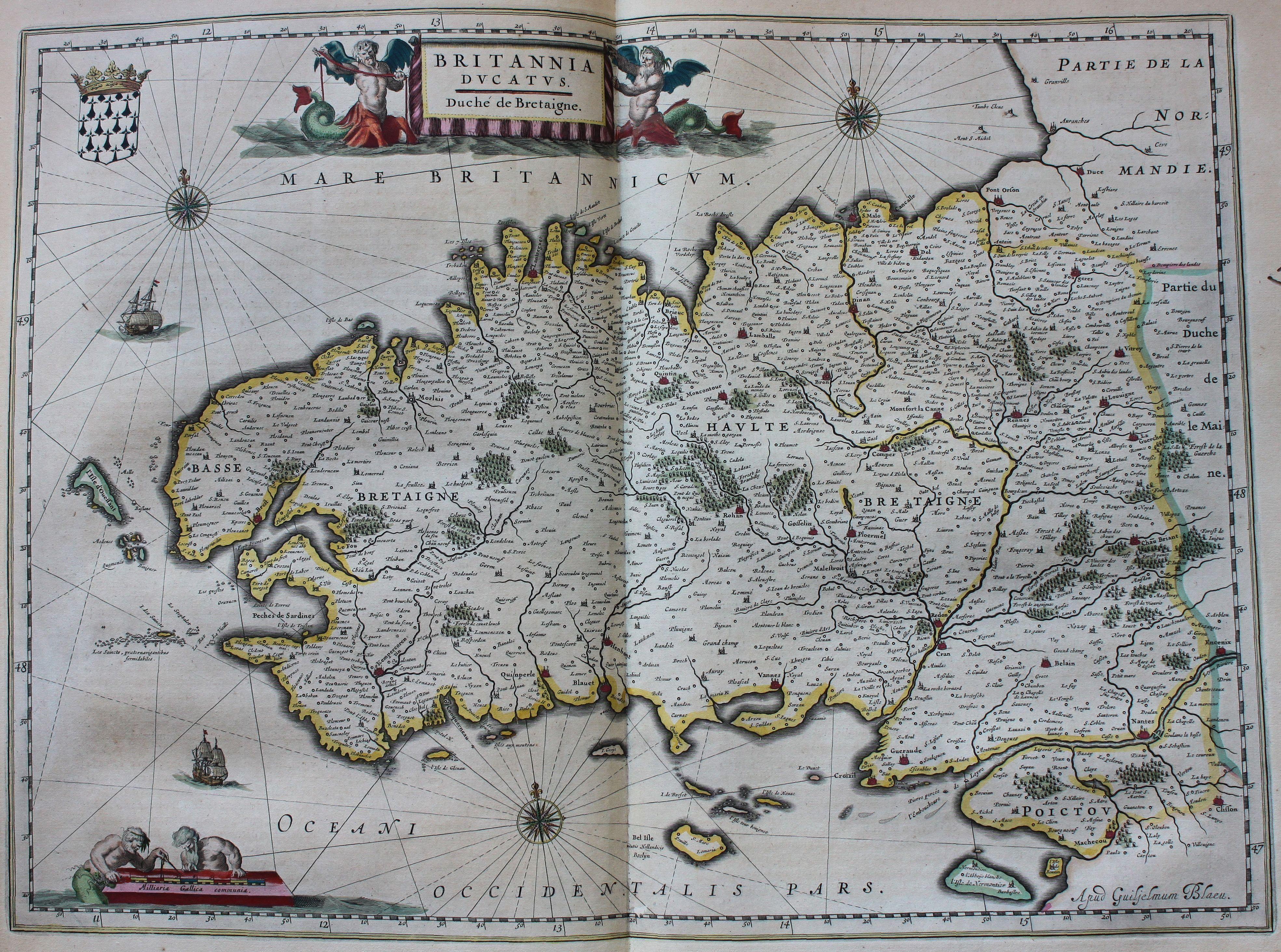
Carte du duché de Bretagne Amsterdam : Johannes Blaeu, 1659

## Spécificités des découpages administratifs en Bretagne
Sous l'Ancien Régime, la France était découpée en provinces. Nantes faisait initialement partie de la Bretagne. À la Révolution, les provinces sont dissoutes et la France est découpée en départements. Malgré plusieurs tentatives de regroupements de départements, le concept de région Bretagne tel qu'il est aujourd'hui date de la loi n° 72-619 du 5 juillet 1972 et exclut la zone géographique de Nantes.

## Fréquence des actes

### La réformation du domaine royal
En 1660 Colbert lance la réformation du domaine royal en Bretagne : il s'agit de vérifier l'ensemble des déclarations de propriété, les aveux des sujets du roi, depuis le paysan relevant directement du domaine royal (rare) jusqu'aux seigneurs les plus puissants. 
Les commissaires de la Cour des comptes de Bretagne dont le siège était à Nantes, chargés de défendre les intérêts du domaine royal, vont vérifier le contenu des aveux fournis, en le rapprochant des actes similaires produits antérieurement : validité du titre de propriété, montant de la chefrente (en nature et/ou argent) versée annuellement au roi, droits attachés à la propriété (justice, ...), etc.
C'est la première réformation du domaine du roi en Bretagne depuis l'union de la Bretagne au domaine, deux siècles plus tôt. Différentes péripéties (mise en route difficile du processus, révolte des Bonnets Rouges, tiraillements entre le pouvoir central et le Parlement de Bretagne) retarderont ce recensement : les premiers actes de la réformation au Pays de Bannalec (et dans le reste de la Bretagne) sont datés de 1678 (date figurant dans plusieurs des aveux cités) et celle-ci est complètement achevé en 1684.
Les actes de la réformation du domaine royal, bien conservés, fournissent au généalogiste un quasi cadastre près d'un siècle et demi avant le cadastre napoléonien.

### Les actes de basse justice
La Coutume de Bretagne fait obligation d'établir un acte public en cas de décès du tuteur légal de tout mineur (moins de 25 ans en Bretagne) : selon le cas il y a inventaire après décès, désignation d'une tutelle, etc. La faible longévité et une application visiblement suivie de la loi conduisent à une grande abondance d'actes de ce type.

### Les actes associés au domaine congéable
Le domaine congéable était un type de contrat entre propriétaire terrien et exploitant agricole.

## Lieux de conservation des documents
Du fait du statut de capitales du duché de Rennes et de Nantes, les Archives départementales d'Ille-et-Vilaine et de Loire-Atlantique conservent certains documents du ressort des archives départementales des autres départements. Les Archives nationales conservent également certains documents intéressants les départements bretons.

### Archives départementales de la Loire-Atlantique
- Rôles d'impôt pour toute la Bretagne (partiel)
- Actes de la réformation du domaine royal (partiel)

## Associations généalogiques de Bretagne

### Union Régionale
- Association Bretonne de Généalogie et d'Histoire - (ABGH)
- Union Généalogique de la Bretagne Historique (UGBH)

### Côtes-d'Armor (22)
- Association Parchemin - Section Côtes d'Armor
- Centre Généalogique des Côtes-d'Armor
- Cercle Héraldique, Epigraphique et Filiatif d'Armor
- Cercle Généalogique du Goëlo
- Cercle Généalogique et d'Histoire de Haute Bretagne
- Centre Généalogique et Historique du Poher

### Finistère (29)
- Centre Généalogique du Finistère (C G F)
- Généalogie Spézétoise
- Centre Généalogique et Historique du Poher
- Généalogie, Cousinades & Histoire en Cornouaille ( G C H C )

### Ille-et-Vilaine (35)
- Association Parchemin - Section Ille-et-Vilaine
- Association Prélude
- Association Généalogique du Pays-de-Redon et de Vilaine
- Cercle Généalogique d'Ille-et-Vilaine
- Cercle Généalogique du Pays-de-Fougères
- Histoire et Généalogie du Grand-Fougeray
- Cercle Généalogique et d'Histoire de Haute Bretagne
- Les cousins de la Marquise

### Morbihan (56)
- Association Parchemin - Section Morbihan
- Cercle Généalogique de Sud-Bretagne - Morbihan
- Melrand-Loisirs-Culture
- Centre Généalogique et Historique du Poher
- CErcle GENéalogique Centre Est Bretagne - Mauron
- Cercle Généalogique et d'Histoire de Haute Bretagne
- Cercle Généalogique et Héraldique de l'est Vannetais
- Les cousins de la Marquise

### Liste sur Geneawiki
Associations de Généalogie de Bretagne sur Geneawiki